# بابا أحمد (قلعة خواجة)
بابا أحمد (بالفارسية: امامزاده بابااحمد) هي منطقة سكنية تقع في إيران في قسم قلعة خواجة الريفي. يقدر عدد سكانها بـ 176 نسمة بحسب إحصاء 2016.